# Sathytes appendiculatus
Espèce
Sathytes appendiculatus est une espèce de coléoptères de la famille des Staphylinidae et de la sous-famille des Pselaphinae.

## Répartition et habitat
Cette espèce est décrite de l'Inde et du Népal.